# Tenis en 2016
Esta página muestra todos los Torneos celebrados en el tenis en 2016.

## ATP World Tour
El ATP World Tour 2016 es el circuito de la élite mundial del tenis profesional organizado por la Asociación de Tenistas Profesionales (ATP) para la temporada 2014. El calendario del ATP World Tour está comprendido por los 4 Torneos de Grand Slam (supervisado por la Federación Internacional de Tenis (ITF)), los Torneos que comprenden el ATP World Tour Masters 1000, el ATP World Tour 500, el ATP World Tour 250 series, la Copa Davis (organizado por la ITF) y el ATP World Tour Finals. También está incluido en el calendario del 2015 la Copa Hopman, que es organizada por la ITF.

### ATP World Tour Masters 1000
El ATP World Tour Masters 1000 fue un conjunto de 9 torneos de tenis que forman parte del tour de la Asociación de Tenistas Profesionales (ATP), celebrados anualmente a través de todo el año en Europa, Norteamérica y Asia. La serie constituye en los más prestigiosos torneos en el tenis masculino después de los 4 Torneos de Grand Slam y el ATP World Tour Finals.
| Semana del            | Torneo       | También conocido como          | Superficie    | Campeón                             | Finalista                           | Resultado              |
| --------------------- | ------------ | ------------------------------ | ------------- | ----------------------------------- | ----------------------------------- | ---------------------- |
| Individuales          |              |                                |               |                                     |                                     |                        |
| 9 de marzo            | Indian Wells | BNP Paribas Open               | Dura          | Novak Djoković                      | Milos Raonic                        | 6-2, 6-0               |
| 23 de marzo           | Miami        | Sony Open Tennis               | Dura          | Novak Djoković                      | Kei Nishikori                       | 6-3, 6-3               |
| 13 de abril           | Montecarlo   | Monte Carlo Rolex Masters      | Tierra batida | Rafael Nadal                        | Gaël Monfils                        | 7-5, 5-7, 6-0          |
| 2 de mayo             | Madrid       | Mutua Madrid Open              | Tierra batida | Novak Djoković                      | Andy Murray                         | 6-2, 3-6, 6-3          |
| 9 de mayo             | Roma         | Internazionali BNL d'Italia    | Tierra batida | Andy Murray                         | Novak Djoković                      | 6-3, 6-3               |
| 25 de julio           | Montreal     | Rogers Cup                     | Dura          | Novak Djoković                      | Kei Nishikori                       | 6-3, 7-5               |
| 15 de agosto          | Cincinnati   | Western & Southern Open        | Dura          | Marin Čilić                         | Andy Murray                         | 6-4, 7-5               |
| 10 de octubre         | Shanghái     | Shanghai Rolex Masters         | Dura          | Andy Murray                         | Roberto Bautista Agut               | 7-6(1), 6-1            |
| 31 de octubre         | París        | BNP Paribas Masters            | Dura (i)      | Andy Murray                         | John Isner                          | 6-3, 6-7(4), 6-4       |
| ATP World Tour Finals |              |                                |               |                                     |                                     |                        |
| 14 de noviembre       | Londres      | Barclays ATP World Tour Finals | Dura (i)      | Andy Murray                         | Novak Djoković                      | 6-3, 6-4               |
| Dobles                |              |                                |               |                                     |                                     |                        |
| Semana del            | Torneo       | También conocido como          | Superficie    | Campeones                           | Finalistas                          | Resultado              |
| 9 de marzo            | Indian Wells | BNP Paribas Open               | Dura          | Pierre-Hugues Herbert Nicolas Mahut | Vasek Pospisil Jack Sock            | 6-3, 7-6(5)            |
| 23 de marzo           | Miami        | Sony Open Tennis               | Dura          | Pierre-Hugues Herbert Nicolas Mahut | Raven Klaasen Rajeev Ram            | 5-7, 6-1, [10-7]       |
| 13 de abril           | Montecarlo   | Monte Carlo Rolex Masters      | Tierra batida | Pierre-Hugues Herbert Nicolas Mahut | Jamie Murray Bruno Soares           | 4-6, 6-0, [10-6]       |
| 2 de mayo             | Madrid       | Mutua Madrid Open              | Tierra batida | Jean-Julien Rojer Rohan Bopanna     | Horia Tecău Florin Mergea           | 6-4, 7-6(5)            |
| 9 de mayo             | Roma         | Internazionali BNL d'Italia    | Tierra batida | Bob Bryan Mike Bryan                | Vasek Pospisil Jack Sock            | 2-6, 6-3, [10-7]       |
| 25 de julio           | Montreal     | Rogers Cup                     | Dura          | Ivan Dodig Marcelo Melo             | Jamie Murray Bruno Soares           | 6-4, 6-4               |
| 15 de agosto          | Cincinnati   | Western & Southern Open        | Dura          | Ivan Dodig Marcelo Melo             | Jean-Julien Rojer Horia Tecău       | 7-6(5), 6-7(5), [10-6] |
| 10 de octubre         | Shanghái     | Shanghai Rolex Masters         | Dura          | John Isner Jack Sock                | Henri Kontinen John Peers           | 6-4, 6-4               |
| 31 de octubre         | París        | BNP Paribas Masters            | Dura (i)      | Henri Kontinen John Peers           | Pierre-Hugues Herbert Nicolas Mahut | 6-4, 3-6, [10-6]       |
| ATP World Tour Finals |              |                                |               |                                     |                                     |                        |
| 14 de noviembre       | Londres      | Barclays ATP World Tour Finals | Dura (i)      | Henri Kontinen John Peers           | Raven Klaasen Rajeev Ram            | 2-6, 6-1, [10-8]       |

### ATP World Tour 500
El ATP World Tour 500 fue un conjunto de 13 torneos de tenis que forman parte del tour de la Asociación de Tenistas Profesionales (ATP), celebrados anualmente a través de todo el año en Europa, Norteamérica y Asia. La serie constituye en los más prestigiosos torneos en el tenis masculino después de los 4 Torneos de Grand Slam, el ATP World Tour Finals y el ATP World Tour Masters 1000.
| Semana del    | Torneo         | También conocido como                | Superficie    | Campeón                              | Finalista                          | Resultado           |
| ------------- | -------------- | ------------------------------------ | ------------- | ------------------------------------ | ---------------------------------- | ------------------- |
| Individuales  |                |                                      |               |                                      |                                    |                     |
| 8 de febrero  | Róterdam       | ABN AMRO World Tennis Tournament     | Dura (i)      | Martin Kližan                        | Gaël Monfils                       | 6-7(1), 6-3, 6-1    |
| 15 de febrero | Río de Janeiro | Rio Open 500                         | Tierra batida | Pablo Cuevas                         | Guido Pella                        | 6-4, 6-7(5), 6-4    |
| 22 de febrero | Dubái          | Dubai Duty Free Tennis Championships | Dura          | Stan Wawrinka                        | Marcos Baghdatis                   | 6-4, 7-6(13)        |
| 22 de febrero | Acapulco       | Abierto Mexicano Telcel              | Dura          | Dominic Thiem                        | Bernard Tomic                      | 7-6(6), 4-6, 6-3    |
| 18 de abril   | Barcelona      | Barcelona Open BancSabadell          | Tierra batida | Rafael Nadal                         | Kei Nishikori                      | 6-4, 7-5            |
| 13 de junio   | Halle          | Gerry Weber Open                     | Césped        | Florian Mayer                        | Alexander Zverev                   | 6-2, 5-7, 6-3       |
| 13 de junio   | Quenn's        | Aegon Championships                  | Césped        | Andy Murray                          | Milos Raonic                       | 6-7(5), 6-4, 6-3    |
| 11 de julio   | Hamburgo       | Bet-At-Home Open                     | Tierra batida | Martin Kližan                        | Pablo Cuevas                       | 6-1, 6-4            |
| 18 de julio   | Washington     | Citi Open                            | Dura          | Gaël Monfils                         | Ivo Karlović                       | 5-7, 7-6(6), 6-4    |
| 3 de octubre  | Pekín          | China Open                           | Dura          | Andy Murray                          | Grigor Dimitrov                    | 6-4, 7-6(2)         |
| 3 de octubre  | Tokio          | Rakuten Japan Open                   | Dura          | Nick Kyrgios                         | David Goffin                       | 4-6, 6-3, 7-5       |
| 24 de octubre | Viena          | Erste Bank Open                      | Dura (i)      | Andy Murray                          | Jo-Wilfried Tsonga                 | 6-3, 7-6(6)         |
| 24 de octubre | Basilea        | Swiss Indoors                        | Dura (i)      | Marin Čilić                          | Kei Nishikori                      | 6-1, 7-6(5)         |
| Dobles        |                |                                      |               |                                      |                                    |                     |
| Semana del    | Torneo         | También conocido como                | Superficie    | Campeones                            | Finalistas                         | Resultado           |
| 8 de febrero  | Róterdam       | ABN AMRO World Tennis Tournament     | Dura (i)      | Nicolas Mahut Vasek Pospisil         | Philipp Petzschner Alexander Peya  | 7-6(2), 6-4         |
| 15 de febrero | Río de Janeiro | Rio Open 500                         | Tierra batida | Juan Sebastián Cabal Robert Farah    | Pablo Carreño David Marrero        | 7-6(5), 6-1         |
| 22 de febrero | Dubái          | Dubai Duty Free Tennis Championships | Dura          | Simone Bolelli Andreas Seppi         | Feliciano López Marc López         | 6-2, 3-6, [14-12]   |
| 22 de febrero | Acapulco       | Abierto Mexicano Telcel              | Dura          | Treat Huey Max Mirnyi                | Philipp Petzschner Alexander Peya  | 7-6(5), 6-3         |
| 18 de abril   | Barcelona      | Barcelona Open BancSabadell          | Tierra batida | Bob Bryan Mike Bryan                 | Pablo Cuevas Marcel Granollers     | 7-5, 7-5            |
| 13 de junio   | Halle          | Gerry Weber Open                     | Césped        | Raven Klaasen Rajeev Ram             | Łukasz Kubot Alexander Peya        | 7-6(5), 6-2         |
| 13 de junio   | Quenn's        | Aegon Championships                  | Césped        | Pierre-Hugues Herbert Nicolas Mahut  | Chris Guccione André Sá            | 6-3, 7-6(5)         |
| 11 de julio   | Hamburgo       | Bet-At-Home Open                     | Tierra batida | Henri Kontinen John Peers            | Daniel Nestor Aisam-ul-Haq Qureshi | 7-5, 6-3            |
| 18 de julio   | Washington     | Citi Open                            | Dura          | Daniel Nestor Édouard Roger-Vasselin | Łukasz Kubot Alexander Peya        | 7-6(3), 7-6(4)      |
| 3 de octubre  | Pekín          | China Open                           | Dura          | Pablo Carreño Busta Rafael Nadal     | Jack Sock Bernard Tomic            | 6-7(6), 6-2, [10-8] |
| 3 de octubre  | Tokio          | Rakuten Japan Open                   | Dura          | Marcel Granollers Marcin Matkowski   | Raven Klaasen Rajeev Ram           | 6-2, 7-6(4)         |
| 24 de octubre | Viena          | Erste Bank Open                      | Dura (i)      | Łukasz Kubot Marcelo Melo            | Oliver Marach Fabrice Martin       | 4-6, 6-3, [13-11]   |
| 24 de octubre | Basilea        | Swiss Indoors                        | Dura (i)      | Marcel Granollers Jack Sock          | Robert Lindstedt Michael Venus     | 6-3, 6-4            |

### ATP Challenger Tour
El ATP Challenger Tour fue el segundo circuito profesional organizado por la ATP. El calendario del ATP Challenger Tour 2016 comprende 15 torneos importantes de la Tretorn SERIE+, y un aproximado de 150 torneos regulares a través de todo el año.

## WTA Tour
|  |

La WTA Tour 2016 fue la élite mundial del tenis femenino profesional organizado por la Women's Tennis Association (WTA) para la temporada 2016. El calendario de la WTA Tour 2016 comprende los 4 Torneos de Grand Slam (supervisados por la Federación Internacional de Tenis (ITF)), los Torneos WTA Premier (comprendidos por WTA Premier Mandatory, WTA Premier 5, y los Premier normales), los Torneos WTA International, la Copa Fed (organizada por la ITF) y los campeonatos de fin de Año (el WTA Tour Championships y el WTA Tournament of Champions).

### Torneos WTA Premier
Los Torneos WTA Premier están divididos en tres grupos muy diferenciados, los cuales son:

#### WTA Premier Mandatory
Es el grupo más importante de la categoría de los torneos Premier, especialmente porque estos son obligatorios para todas las jugadoras dentro del Top 30, además de que reparten la mayor cantidad de puntos (1000 para la campeona), además de que son los que reparten mayor dinero en la categoría de los Premiers y por ser los más importantes solo por detrás de los 4 Torneos de Grand Slam y el WTA Finals.
| Semana del    | Torneo       | También conocido como        | Superficie    | Campeona                              | Finalista                            | Resultado        |
| ------------- | ------------ | ---------------------------- | ------------- | ------------------------------------- | ------------------------------------ | ---------------- |
| Individuales  |              |                              |               |                                       |                                      |                  |
| 9 de marzo    | Indian Wells | BNP Paribas Open             | Dura          | Victoria Azarenka                     | Serena Williams                      | 6-4, 6-4         |
| 23 de marzo   | Miami        | Miami Open presented by Itaú | Dura          | Victoria Azarenka                     | Svetlana Kuznetsova                  | 6-3, 6-2         |
| 4 de mayo     | Madrid       | Mutua Madrid Open            | Tierra batida | Simona Halep                          | Dominika Cibulková                   | 6-2, 6-4         |
| 5 de octubre  | Pekín        | China Open                   | Dura          | Agnieszka Radwańska                   | Johanna Konta                        | 6-4, 6-2         |
| WTA Finals    |              |                              |               |                                       |                                      |                  |
| 26 de octubre | Singapur     | WTA Finals                   | Dura (i)      | Dominika Cibulková                    | Angelique Kerber                     | 6-3, 6-4         |
| Dobles        |              |                              |               |                                       |                                      |                  |
| Semana del    | Torneo       | También conocido como        | Superficie    | Campeonas                             | Finalistas                           | Resultado        |
| 9 de marzo    | Indian Wells | BNP Paribas Open             | Dura          | Bethanie Mattek-Sands Coco Vandeweghe | Julia Goerges Karolína Plíšková      | 4–6, 6–4, [10–6] |
| 23 de marzo   | Miami        | Sony Open Tennis             | Dura          | Bethanie Mattek-Sands Lucie Šafářová  | Tímea Babos Yaroslava Shvédova       | 6-3, 6-4         |
| 4 de mayo     | Madrid       | Mutua Madrid Open            | Tierra batida | Caroline Garcia Kristina Mladenovic   | Martina Hingis Sania Mirza           | 6-4, 6-4         |
| 5 de octubre  | Pekín        | China Open                   | Dura          | Bethanie Mattek-Sands Lucie Šafářová  | Caroline Garcia Kristina Mladenovic  | 6-4, 6-4         |
| WTA Finals    |              |                              |               |                                       |                                      |                  |
| 20 de octubre | Singapur     | WTA Finals                   | Dura (i)      | Yekaterina Makarova Yelena Vesnina    | Bethanie Mattek-Sands Lucie Šafářová | 7-6(5), 6-3      |

#### WTA Premier 5
Es un conjunto de torneos que pertenecen a la Sección de los Premiers, en total son 5 que se distribuyen durante todo el año reparten gran cantidad de puntos (900 para la campeona) y premios en efectivo, estos se disputan entre Europa, Norteamérica y Asia y son de los Torneos más importantes del año solo por detrás de los 4 Torneos de Grand Slam, el WTA Tour Championships y los Torneos WTA Premier Mandatory.
| Semana del       | Torneo     | También conocido como       | Superficie    | Campeona                             | Finalista                          | Resultado           |
| ---------------- | ---------- | --------------------------- | ------------- | ------------------------------------ | ---------------------------------- | ------------------- |
| Individuales     |            |                             |               |                                      |                                    |                     |
| 22 de febrero    | Doha       | Qatar Total Open            | Dura          | Carla Suárez Navarro                 | Jeļena Ostapenko                   | 1-6, 6-4, 6-4       |
| 9 de mayo        | Roma       | Internazionali BNL d'Italia | Tierra batida | Serena Williams                      | Madison Keys                       | 7-6(5), 6-3         |
| 25 de julio      | Toronto    | Rogers Cup                  | Dura          | Simona Halep                         | Madison Keys                       | 7-6(2), 6-3         |
| 15 de agosto     | Cincinnati | Western & Southern Open     | Dura          | Karolína Plíšková                    | Angelique Kerber                   | 6-3, 6-1            |
| 26 de septiembre | Wuhan      | Wuhan Tennis Open           | Dura          | Petra Kvitová                        | Dominika Cibulková                 | 6-1, 6-1            |
| Dobles           |            |                             |               |                                      |                                    |                     |
| Semana del       | Torneo     | También conocido como       | Superficie    | Campeonas                            | Finalistas                         | Resultado           |
| 22 de febrero    | Doha       | Qatar Total Open            | Dura          | Hao-Ching Chan Yung-Jan Chan         | Sara Errani Carla Suárez Navarro   | 6-3, 6-3            |
| 9 de mayo        | Roma       | Internazionali BNL d'Italia | Tierra batida | Martina Hingis Sania Mirza           | Yekaterina Makarova Yelena Vesnina | 6–1, 6–7(5), [10–3] |
| 25 de julio      | Toronto    | Rogers Cup                  | Dura          | Yekaterina Makarova Yelena Vesnina   | Simona Halep Monica Niculescu      | 6-3, 7-6(5)         |
| 15 de agosto     | Cincinnati | Western & Southern Open     | Dura          | Sania Mirza Barbora Strýcová         | Martina Hingis Coco Vandeweghe     | 7-5, 6-4            |
| 26 de septiembre | Wuhan      | Wuhan Tennis Open           | Dura          | Bethanie Mattek-Sands Lucie Šafářová | Sania Mirza Barbora Strýcová       | 6-1, 6-4            |

#### WTA Premier
Son los últimos torneos de la categoría Premier. Son mucho más modestos en lo que se refiere a distribución de puntos y de premios en efectivo en comparación con los WTA Premier Mandatory y los WTA Premier 5, pero sin embargo son los que más abundan en el circuito de la WTA con 12 torneos a celebrarse en el 2016, solo superados en número por los Torneos WTA International pero con mejor distribución de puntos que estos (470 para la camepeona), siendo muchos de ellos ya muy clásicos en el circuito de la WTA.
| Semana del       | Torneo          | También conocido como        | Superficie        | Campeona                            | Finalista                            | Resultado           |
| ---------------- | --------------- | ---------------------------- | ----------------- | ----------------------------------- | ------------------------------------ | ------------------- |
| Individuales     |                 |                              |                   |                                     |                                      |                     |
| 4 de enero       | Bisbane         | Brisbane International       | Dura              | Victoria Azarenka                   | Angelique Kerber                     | 6-3, 6-1            |
| 11 de enero      | Sídney          | Apia International Sydney    | Dura              | Svetlana Kuznetsova                 | Mónica Puig                          | 6-0, 6-2            |
| 8 de febrero     | San Petersburgo | St. Petersburg Ladies Trophy | Dura (i)          | Roberta Vinci                       | Belinda Bencic                       | 6-4, 6-3            |
| 15 de febrero    | Dubái           | Dubai Tennis Championships   | Dura              | Sara Errani                         | Barbora Strýcová                     | 6-0, 6-2            |
| 4 de abril       | Charleston      | Family Circle Cup            | Tierra batida (v) | Sloane Stephens                     | Yelena Vesnina                       | 7-6(4), 6-2         |
| 18 de abril      | Stuttgart       | Porsche Tennis Grand Prix    | Tierra batida (i) | Angelique Kerber                    | Laura Siegemund                      | 6-4, 6-0            |
| 13 de junio      | Birmingham      | AEGON Classic                | Césped            | Madison Keys                        | Barbora Strýcová                     | 6-3, 6-4            |
| 20 de junio      | Eastbourne      | AEGON International          | Césped            | Dominika Cibulková                  | Karolína Plíšková                    | 7-5, 6-3            |
| 18 de julio      | Stanford        | Bank of the West Classic     | Dura              | Johanna Konta                       | Venus Williams                       | 7-5, 5-7, 6-2       |
| 22 de agosto     | New Haven       | Connecticut Open             | Dura              | Agnieszka Radwańska                 | Elina Svitolina                      | 6-1, 7-6(3)         |
| 19 de septiembre | Tokio           | Toray Pan Pacific Open       | Dura              | Caroline Wozniacki                  | Naomi Osaka                          | 7-5, 6-3            |
| 17 de octubre    | Moscú           | Kremlin Cup                  | Dura (i)          | Svetlana Kuznetsova                 | Daria Gavrilova                      | 6-2, 6-1            |
| Dobles           |                 |                              |                   |                                     |                                      |                     |
| Semana del       | Torneo          | También conocido como        | Superficie        | Campeonas                           | Finalistas                           | Resultado           |
| 4 de enero       | Bisbane         | Brisbane International       | Dura              | Martina Hingis Sania Mirza          | Angelique Kerber Andrea Petković     | 7-5, 6-1            |
| 11 de enero      | Sídney          | Apia International Sydney    | Dura              | Martina Hingis Sania Mirza          | Caroline Garcia Kristina Mladenovic  | 1-6, 7-5, [10-5]    |
| 8 de febrero     | San Petersburgo | St. Petersburg Ladies Trophy | Dura (i)          | Martina Hingis Sania Mirza          | Vera Dushevina Barbora Krejčiková    | 6-3, 6-1            |
| 15 de febrero    | Dubái           | Dubai Tennis Championships   | Dura              | Chia-Jung Chuang Darija Jurak       | Caroline Garcia Kristina Mladenovic  | 6-4, 6-4            |
| 4 de abril       | Charleston      | Family Circle Cup            | Tierra batida (v) | Caroline Garcia Kristina Mladenovic | Bethanie Mattek-Sands Lucie Šafářová | 6-2, 7-5            |
| 18 de abril      | Stuttgart       | Porsche Tennis Grand Prix    | Tierra batida (i) | Caroline Garcia Kristina Mladenovic | Martina Hingis Sania Mirza           | 2-6, 6-1, [10-6]    |
| 13 de junio      | Birmingham      | AEGON Classic                | Césped            | Karolína Plíšková Barbora Strýcová  | Vania King Alla Kudryavtseva         | 6-3, 7-6(1)         |
| 20 de junio      | Eastbourne      | AEGON International          | Césped            | Darija Jurak Anastasia Rodionova    | Hao-Ching Chan Yung-Jan Chan         | 5-7, 7-6(4), [10-6] |
| 18 de julio      | Stanford        | Bank of the West Classic     | Dura              | Raquel Atawo Abigail Spears         | Darija Jurak Anastasia Rodionova     | 6-3, 6-4            |
| 22 de agosto     | New Haven       | Connecticut Open             | Dura              | Sania Mirza Monica Niculescu        | Kateryna Bondarenko Chia-Jung Chuang | 7-5, 6-4            |
| 19 de septiembre | Tokio           | Toray Pan Pacific Open       | Dura              | Sania Mirza Monica Niculescu        | Chen Liang Yang Zhaoxuan             | 6-1, 6-1            |
| 17 de octubre    | Moscú           | Kremlin Cup                  | Dura (i)          | Andrea Hlaváčková Lucie Hradecká    | Daria Gavrilova Daria Kasátkina      | 4-6, 6-0, [10-7]    |

### Torneos WTA International
Los Torneos WTA International es un conjunto de 32 torneos de Tenis son los de menor rango tanto en puntos (280 para la ganadora) y en Premios en efectivo, son 32 de ellos y pertenece a este ámbito el WTA Elite Trophy.

## Torneos de Grand Slam

### Abierto de Australia
| Categoría            | Campeones                   | Finalistas                       | Resultado en la Final |
| Individual Masculino | Novak Djokovic              | Andy Murray                      | 6-1, 7-5, 7-6(7-3)    |
| Individual Femenino  | Angelique Kerber            | Serena Williams                  | 6-4, 3-6, 6-4         |
| Dobles Masculino     | Jamie Murray Bruno Soares   | Daniel Nestor Radek Štepánek     | 2-6, 6-4, 7-5         |
| Dobles Femenino      | Martina Hingis Sania Mirza  | Andrea Hlaváčková Lucie Hradecká | 7-6(7-1), 6-3         |
| Dobles Mixtos        | Yelena Vesnina Bruno Soares | Coco Vandeweghe Horia Tecău      | 6-4, 4-6, [10-5]      |

### Roland Garros
| Categoría            | Campeones                           | Finalistas                         | Resultado en la Final |
| Individual Masculino | Novak Djokovic                      | Andy Murray                        | 3-6, 6-1, 6-2, 6-4    |
| Individual Femenino  | Garbiñe Muguruza                    | Serena Williams                    | 7-5, 6-4              |
| Dobles Masculino     | Feliciano López Marc López          | Bob Bryan Mike Bryan               | 6-4, 6-7(6), 6-4      |
| Dobles Femenino      | Caroline Garcia Kristina Mladenovic | Yekaterina Makarova Yelena Vesnina | 6-3, 2-6, 6-4         |
| Dobles Mixtos        | Martina Hingis Leander Paes         | Sania Mirza Ivan Dodig             | 4-6, 6-4, [10-8]      |

### Wimbledon
| Categoría            | Campeones                           | Finalistas                              | Resultado en la Final |
| Individual Masculino | Andy Murray                         | Milos Raonic                            | 6-4, 7-6(3), 7-6(2)   |
| Individual Femenino  | Serena Williams                     | Angelique Kerber                        | 6-4, 6-4              |
| Dobles Masculino     | Pierre-Hugues Herbert Nicolas Mahut | Julien Benneteau Édouard Roger-Vasselin | 6-4, 7-6(1), 6-3      |
| Dobles Femenino      | Serena Williams Venus Williams      | Tímea Babos Yaroslava Shvédova          | 6-3, 6-4              |
| Dobles Mixtos        | Heather Watson Henri Kontinen       | Anna-Lena Grönefeld Robert Farah        | 7-6(5), 6-4           |

### Abierto de los Estados Unidos
| Categoría            | Campeones                            | Finalistas                                 | Resultado en la Final |
| Individual Masculino | Stan Wawrinka                        | Novak Djokovic                             | 6-7(1), 6-4, 7-5, 6-3 |
| Individual Femenino  | Angelique Kerber                     | Karolína Plíšková                          | 6-3, 4-6, 6-4         |
| Dobles Masculino     | Jamie Murray Bruno Soares            | Pablo Carreño Busta Guillermo García-López | 6-2, 6-3              |
| Dobles Femenino      | Bethanie Mattek-Sands Lucie Šafářová | Caroline Garcia Kristina Mladenovic        | 2-6, 7-6(5), 6-4      |
| Dobles Mixtos        | Laura Siegemund Mate Pavić           | Coco Vandeweghe Rajeev Ram                 | 6-4, 6-4              |

## Juegos Olímpicos
| Medallistas Olímpicos                                    | Medallistas Olímpicos                                                  | Medallistas Olímpicos                            |
| -------------------------------------------------------- | ---------------------------------------------------------------------- | ------------------------------------------------ |
|                                                          |                                                                        |                                                  |
| Plata                                                    | Oro                                                                    | Bronce                                           |
| Juan Martín del Potro logra su segunda medalla olímpica. | Andy Murray logra defender la medalla de oro que consiguió en Londres. | Kei Nishikori logra su primera medalla olímpica. |

| Medallistas Olímpicos                          | Medallistas Olímpicos               | Medallistas Olímpicos                    |
| ---------------------------------------------- | ----------------------------------- | ---------------------------------------- |
|                                                |                                     |                                          |
| Plata                                          | Oro                                 | Bronce                                   |
| Angelique Kerber consigue la medalla de plata. | Mónica Puig gana la medalla de oro. | Petra Kvitová gana la medalla de bronce. |

## Eventos por Equipos

### Copa Hopman
La Copa Hopman XXVII (también conocida como la Hyundai Hopman Cup por propósito de marketing) fue la edición N° 27 de la Copa Hopman, torneo mixto de naciones representadas por un varón y una dama que se inició el 4 de enero de 2015 en el Perth Arena en Perth, Australia. Ocho equipos compitieron por el título, con dos grupos de 4 integrantes, en donde por Round-Robin pasarían a la final los líderes de cada grupo. Polonia, es el campeón defensor pero no pudo defender su título tras decidir no participar.
- Daria Gavrilova / Nick Kyrgios vencieron a  Elina Svitolina / Alexandr Dolgopolov por 2-0

### Copa Davis
la Copa Davis 2016 (también conocida como 2016 Davis Cup by BNP Paribas por razones de marketing) es la edición N° 105 del Torneo por equipos nacionales masculinos de tenis más importante del mundo.
|  | Octavos de final | Octavos de final | Octavos de final |                 |                | Cuartos de final | Cuartos de final | Cuartos de final |   |   | Semifinales           | Semifinales           | Semifinales           |   |  | Final                | Final                | Final                |  |
|  | 4 - 6 de marzo   | 4 - 6 de marzo   | 4 - 6 de marzo   |                 |                | 15 - 17 de julio | 15 - 17 de julio | 15 - 17 de julio |   |   | 16 - 18 de septiembre | 16 - 18 de septiembre | 16 - 18 de septiembre |   |  | 25 - 27 de noviembre | 25 - 27 de noviembre | 25 - 27 de noviembre |  |
|  |                  |                  |                  |                 |                |                  |                  |                  |   |   |                       |                       |                       |   |  |                      |                      |                      |  |
|  |                  |                  |                  |                 |                |                  |                  |                  |   |   |                       |                       |                       |   |  |                      |                      |                      |  |
|  | 1                | Gran Bretaña     | 3                |                 |                |                  |                  |                  |   |   |                       |                       |                       |   |  |                      |                      |                      |  |
|  | 1                | Gran Bretaña     | 3                |                 |                |                  |                  |                  |   |   |                       |                       |                       |   |  |                      |                      |                      |  |
|  |                  | Japón            | 1                |                 |                |                  |                  |                  |   |   |                       |                       |                       |   |  |                      |                      |                      |  |
|  |                  | Japón            | 1                | 1               | Gran Bretaña   | 3                |                  |                  |   |   |                       |                       |                       |   |  |                      |                      |                      |  |
|  |                  |                  |                  | 1               | Gran Bretaña   | 3                |                  |                  |   |   |                       |                       |                       |   |  |                      |                      |                      |  |
|  |                  |                  | 7                | Serbia          | 2              |                  |                  |                  |   |   |                       |                       |                       |   |  |                      |                      |                      |  |
|  | 7                | Serbia           | 7                | Serbia          | 2              | 3                |                  |                  |   |   |                       |                       |                       |   |  |                      |                      |                      |  |
|  | 7                | Serbia           |                  |                 |                |                  |                  |                  |   |   |                       |                       |                       |   |  |                      |                      |                      |  |
|  |                  | Kazajistán       | 2                |                 |                |                  |                  |                  |   |   |                       |                       |                       |   |  |                      |                      |                      |  |
|  |                  |                  |                  |                 |                |                  | 1                | Gran Bretaña     | 2 |   |                       |                       |                       |   |  |                      |                      |                      |  |
|  |                  |                  |                  |                 |                |                  |                  |                  | 2 |   |                       |                       |                       |   |  |                      |                      |                      |  |
|  |                  |                  | 6                | Argentina       | 3              |                  |                  |                  |   |   |                       |                       |                       |   |  |                      |                      |                      |  |
|  | 4                | Suiza            | 6                | Argentina       | 3              | 0                |                  |                  |   |   |                       |                       |                       |   |  |                      |                      |                      |  |
|  | 4                | Suiza            |                  |                 |                |                  |                  |                  |   |   |                       |                       |                       |   |  |                      |                      |                      |  |
|  |                  | Italia           | 5                |                 |                |                  |                  |                  |   |   |                       |                       |                       |   |  |                      |                      |                      |  |
|  |                  | Italia           | 5                |                 | Italia         | 1                |                  |                  |   |   |                       |                       |                       |   |  |                      |                      |                      |  |
|  |                  |                  |                  |                 | Italia         | 1                |                  |                  |   |   |                       |                       |                       |   |  |                      |                      |                      |  |
|  |                  |                  | 6                | Argentina       | 3              |                  |                  |                  |   |   |                       |                       |                       |   |  |                      |                      |                      |  |
|  | 6                | Argentina        | 6                | Argentina       | 3              | 3                |                  |                  |   |   |                       |                       |                       |   |  |                      |                      |                      |  |
|  | 6                | Argentina        |                  |                 |                |                  |                  |                  |   |   |                       |                       |                       |   |  |                      |                      |                      |  |
|  |                  | Polonia          | 2                |                 |                |                  |                  |                  |   |   |                       |                       |                       |   |  |                      |                      |                      |  |
|  |                  |                  |                  |                 |                |                  |                  |                  |   |   |                       | 6                     | Argentina             | 3 |  |                      |                      |                      |  |
|  |                  |                  |                  |                 |                |                  |                  |                  |   |   |                       |                       |                       | 3 |  |                      |                      |                      |  |
|  |                  |                  |                  | Croacia         | 2              |                  |                  |                  |   |   |                       |                       |                       |   |  |                      |                      |                      |  |
|  |                  | Canadá           | 0                | Croacia         | 2              |                  |                  |                  |   |   |                       |                       |                       |   |  |                      |                      |                      |  |
|  |                  |                  |                  |                 |                |                  |                  |                  |   |   |                       |                       |                       |   |  |                      |                      |                      |  |
|  | 5                | Francia          | 5                |                 |                |                  |                  |                  |   |   |                       |                       |                       |   |  |                      |                      |                      |  |
|  | 5                | Francia          | 5                |                 | 5              | Francia          | 3                |                  |   |   |                       |                       |                       |   |  |                      |                      |                      |  |
|  |                  |                  |                  |                 | 5              | Francia          | 3                |                  |   |   |                       |                       |                       |   |  |                      |                      |                      |  |
|  |                  |                  | 3                | República Checa | 1              |                  |                  |                  |   |   |                       |                       |                       |   |  |                      |                      |                      |  |
|  |                  | Alemania         | 3                | República Checa | 1              | 2                |                  |                  |   |   |                       |                       |                       |   |  |                      |                      |                      |  |
|  |                  |                  |                  |                 |                | 2                |                  |                  |   |   |                       |                       |                       |   |  |                      |                      |                      |  |
|  | 3                | República Checa  | 3                |                 |                |                  |                  |                  |   |   |                       |                       |                       |   |  |                      |                      |                      |  |
|  | 3                | República Checa  | 3                |                 |                |                  |                  |                  |   | 5 | Francia               | 2                     |                       |   |  |                      |                      |                      |  |
|  |                  |                  |                  |                 |                |                  |                  |                  |   | 5 | Francia               | 2                     |                       |   |  |                      |                      |                      |  |
|  |                  |                  |                  | Croacia         | 3              |                  |                  |                  |   |   |                       |                       |                       |   |  |                      |                      |                      |  |
|  |                  | Estados Unidos   | 3                | Croacia         | 3              |                  |                  |                  |   |   |                       |                       |                       |   |  |                      |                      |                      |  |
|  |                  |                  |                  |                 |                |                  |                  |                  |   |   |                       |                       |                       |   |  |                      |                      |                      |  |
|  | 8                | Australia        | 1                |                 |                |                  |                  |                  |   |   |                       |                       |                       |   |  |                      |                      |                      |  |
|  | 8                | Australia        | 1                |                 | Estados Unidos | Estados Unidos   | 2                |                  |   |   |                       |                       |                       |   |  |                      |                      |                      |  |
|  |                  |                  |                  |                 | Estados Unidos | Estados Unidos   | 2                |                  |   |   |                       |                       |                       |   |  |                      |                      |                      |  |
|  |                  |                  | Croacia          | Croacia         | 3              |                  |                  |                  |   |   |                       |                       |                       |   |  |                      |                      |                      |  |
|  |                  | Croacia          | Croacia          | Croacia         | 3              | 3                |                  |                  |   |   |                       |                       |                       |   |  |                      |                      |                      |  |
|  |                  |                  |                  |                 |                | 3                |                  |                  |   |   |                       |                       |                       |   |  |                      |                      |                      |  |
|  | 2                | Bélgica          | 2                |                 |                |                  |                  |                  |   |   |                       |                       |                       |   |  |                      |                      |                      |  |
|  | 2                | Bélgica          | 2                |                 |                |                  |                  |                  |   |   |                       |                       |                       |   |  |                      |                      |                      |  |
|  |                  |                  |                  |                 |                |                  |                  |                  |   |   |                       |                       |                       |   |  |                      |                      |                      |  |

- Los perdedores de la primera ronda, jugarán el repechaje (por permanecer o descender), contra los equipos que clasifican de las zonas continentales.

### Fed Cup
La Fed Cup 2016 (también conocida como 2016 Fed Cup by BNP Paribas por razones de marketing) fue la edición N° 54 del Torneo por equipos Nacionales femeninos de tenis más importante del Mundo.
|  | Cuartos de final             | Cuartos de final             | Cuartos de final             |                              |                            | Semifinales                   | Semifinales                   | Semifinales                   |                               |                               | Final                          | Final                          | Final                          |                                |                                |
|  | 6 al 7 de febrero            | 6 al 7 de febrero            | 6 al 7 de febrero            |                              |                            | 16 al 17 de abril             | 16 al 17 de abril             | 16 al 17 de abril             |                               |                               | 12 al 13 de noviembre          | 12 al 13 de noviembre          | 12 al 13 de noviembre          |                                |                                |
|  |                              |                              |                              |                              |                            |                               |                               |                               |                               |                               |                                |                                |                                |                                |                                |
|  | Rumanía, Dura, CZE 1-0 ROU   |                              |                              |                              |                            |                               |                               |                               |                               |                               |                                |                                |                                |                                |                                |
|  | 1                            | República Checa              | 3                            |                              |                            |                               |                               |                               |                               |                               |                                |                                |                                |                                |                                |
|  |                              | Rumanía                      | 2                            |                              |                            | Suiza, Dura, CZE 5-1 SUI      | Suiza, Dura, CZE 5-1 SUI      | Suiza, Dura, CZE 5-1 SUI      | Suiza, Dura, CZE 5-1 SUI      | Suiza, Dura, CZE 5-1 SUI      |                                |                                |                                |                                |                                |
|  |                              |                              |                              |                              | 1                          | República Checa               | 3                             |                               |                               |                               |                                |                                |                                |                                |                                |
|  | Alemania, Dura, GER 4-1 SUI  | Alemania, Dura, GER 4-1 SUI  | Alemania, Dura, GER 4-1 SUI  | Alemania, Dura, GER 4-1 SUI  |                            |                               | Suiza                         | 2                             |                               |                               |                                |                                |                                |                                |                                |
|  |                              | Suiza                        | 3                            |                              |                            |                               |                               |                               |                               |                               |                                |                                |                                |                                |                                |
|  | 3                            | Alemania                     | 2                            |                              |                            |                               |                               |                               |                               |                               | Francia, Dura (i), FRA 3-3 CZE | Francia, Dura (i), FRA 3-3 CZE | Francia, Dura (i), FRA 3-3 CZE | Francia, Dura (i), FRA 3-3 CZE | Francia, Dura (i), FRA 3-3 CZE |
|  |                              |                              |                              |                              |                            |                               |                               |                               |                               |                               | 1                              | República Checa                | 3                              |                                |                                |
|  | Francia, Dura, FRA 7-3 ITA   | Francia, Dura, FRA 7-3 ITA   | Francia, Dura, FRA 7-3 ITA   | Francia, Dura, FRA 7-3 ITA   | Francia, Dura, FRA 7-3 ITA |                               |                               |                               |                               |                               |                                | Francia                        | 2                              |                                |                                |
|  | 4                            | Italia                       | 1                            |                              |                            |                               |                               |                               |                               |                               |                                |                                |                                |                                |                                |
|  |                              | Francia                      | 4                            |                              |                            | Francia, Arcilla, FRA 5-1 NED | Francia, Arcilla, FRA 5-1 NED | Francia, Arcilla, FRA 5-1 NED | Francia, Arcilla, FRA 5-1 NED | Francia, Arcilla, FRA 5-1 NED |                                |                                |                                |                                |                                |
|  |                              |                              |                              |                              |                            | Francia                       | 3                             |                               |                               |                               |                                |                                |                                |                                |                                |
|  | Rusia, Dura, RUS 3-0 Holanda | Rusia, Dura, RUS 3-0 Holanda | Rusia, Dura, RUS 3-0 Holanda | Rusia, Dura, RUS 3-0 Holanda |                            |                               | Holanda                       | 2                             |                               |                               |                                |                                |                                |                                |                                |
|  |                              | Holanda                      | 3                            |                              |                            |                               |                               |                               |                               |                               |                                |                                |                                |                                |                                |
|  | 2                            | Rusia                        | 1                            |                              |                            |                               |                               |                               |                               |                               |                                |                                |                                |                                |                                |